# George Butterworth
George Sainton Kaye Butterworth (Londen, 12 juli 1885 - Pozières, 5 augustus 1916) was een Brits componist en volksdanser.

## Levensloop
George Butterworth werd geboren als zoon van Sir Alexander Kaye Butterworth, de latere president-directeur van de North Eastern Railway Company, en Julia Marguerite Wigan, die voor haar huwelijk werkzaam was als sopraan.
Na een korte periode op school gezeten te hebben in Aysgarth in Yorkshire ging Butterworth in 1899 naar Eton College. Muzikaal werd hij daar onderwezen door Charles Lloyd en Thomas Dunhill. Van 1904 tot 1908 was hij student aan Trinity College aan de Universiteit van Oxford. Butterworth studeerde aldaar voor een carrière in de rechten, maar behaalde een graad in de letteren. Hij was voorzitter van de universitaire muziekclub van 1906 tot 1907. Na Oxford verlaten te hebben, bezon Butterworth zich op verdere mogelijkheden. Hij werkte een tijdje als muziekcriticus voor The Times en schreef enkele biografische artikelen voor de tweede editie van Grove's Dictionary of Music and Musicians. In 1909 gaf hij enige tijd les aan Radley College in Radley, Oxfordshire, maar keerde in 1910 terug naar Londen waar hij zich per oktober inschreef aan het Royal College of Music. Daar studeerde Butterworth tot 1912 onder Walter Parratt, Herbert Sharpe en Charles Wood.
Zowel in Oxford als Londen geraakte Butterworth in de kringen van de volksmuziek en de zogenaamde 'folk revival'. De componist Ralph Vaughan Williams – die naam gemaakt heeft met het verzamelen van volksliedjes – werd een goede vriend van Butterworth (en vice versa). Hun vriendschap begon in Oxford. In 1911 maakten zij bijvoorbeeld een uitstapje naar Norfolk om aldaar volksliedjes te verzamelen.  Het jaar erop was Butterworth betrokken bij het oprichten van de Palestrina Society, samen met de latere componist Rebecca Clarke. Enkele jaren later (1914) was hij tevens sterk betrokken bij het tot stand komen van Vaughan Williams' tweede symfonie, A London Symphony. In 1920 droeg Vaughan Williams de herziene versie van deze symfonie aan Butterworth op.
Zelf componeerde George Butterworth ook. Zijn oeuvre bestaat voornamelijk uit toonzettingen van gedichten van A.E. Housman (waaronder A Shropshire Lad), Robert Louis Stevenson, William Ernest Henley, Percy Bysshe Shelley en Oscar Wilde. Muzikaal werd Butterworth beïnvloed door zijn goede vriend Ralph Vaughan Williams, maar ook door andere eigentijdse componisten als Jean Sibelius en Edward Elgar. Butterworths grootste bijdragen zijn echter die aan de Engelse volksmuziek. Hij verzamelde meer dan 450 liedjes en was bijzonder actief in de English Folk Dance Society. Hij was een van de leden van het morris dance-team van de EFDS. Er zijn filmbeelden waarop Butterworth dansend te zien is.
In 1914 nam Butterworth dienst. Hij diende in 13th Durham Light Infantry Regiment en werd driemaal eervol genoemd in de dépêches. Hiervoor ontving hij tweemaal het Military Cross, de tweede maal echter postuum. Op 5 augustus 1916 voerde hij nadat de bevelvoerend officier was uitgeschakeld zijn compagnie aan in de eerste Slag aan de Somme nabij Pozières. Butterworth kwam om toen hij door een kogel in zijn hoofd werd geraakt. Hij werd op het slagveld begraven. De plaats van zijn graf is niet bekend, maar hij wordt genoemd op het Brits-Franse oorlogsmonument te Thiepval.
Vaughan Williams was Butterworths belangrijkste erfgenaam en veel van Butterworths papieren zijn uiteindelijk beland in de Vaughan Williams Memorial Library van de English Folk Song and Dance Society in Cecil Sharp House, Londen.

## Discografie
- Songs from 'A Shropshire Lad' / Folk Songs from Sussex, Naxos, 8.572426, 2010. (CD)